# Instrumentmageren fra Cremona
Instrumentmageren fra Cremona er en amerikansk stumfilm fra 1909 af D. W. Griffith.

## Medvirkende
- Herbert Prior som Taddeo Ferrari.
- Mary Pickford som Giannina.
- Owen Moore som Sandro.
- David Miles som Filippo.
- Harry Solter.